# Q-pot.
Q-pot.(キューポット)は、デザイナーワカマツタダアキによって2002年に創始された日本のアクセサリーブランド。
ブランド名の「Q-pot.(キューポット)」は、“何が飛び出すかわからない謎の壷”という意。
ケーキやマカロンといったスイーツモチーフのアクセサリーが代表的。ディズニーとコラボレーションした「Disney Story Dreamed by Q-pot.」というラインがある
。

## 概要
- 2002年 - アクセサリーブランドQ-pot.スタート。
- 2004年 - 原宿にQ-pot.のShopをオープン。
- 2007年 - 2008年、パリの合同展示会「プルミエールクラス」に出展。チョコレートの祭典「サロン・ド・ショコラ（フランス語版）」にも出展。
- 2008年 - 伊勢丹新宿店ショーウィンドウ「Sweet＆Dreamy Christmas Story」を手がける。
- 2009年 - パリ・ファッション合同展示会“TRANOI”を3月と10月の2シーズンに渡ってプロデュースを任され、メイン会場の外装デコレーションをはじめ、入場パスやバッグもデザイン。
- 2010年 - ハワイにQ-pot.アラモアナセンター店をオープンし海外進出。
- 2012年 - 表参道にQ-pot CAFE.をオープン

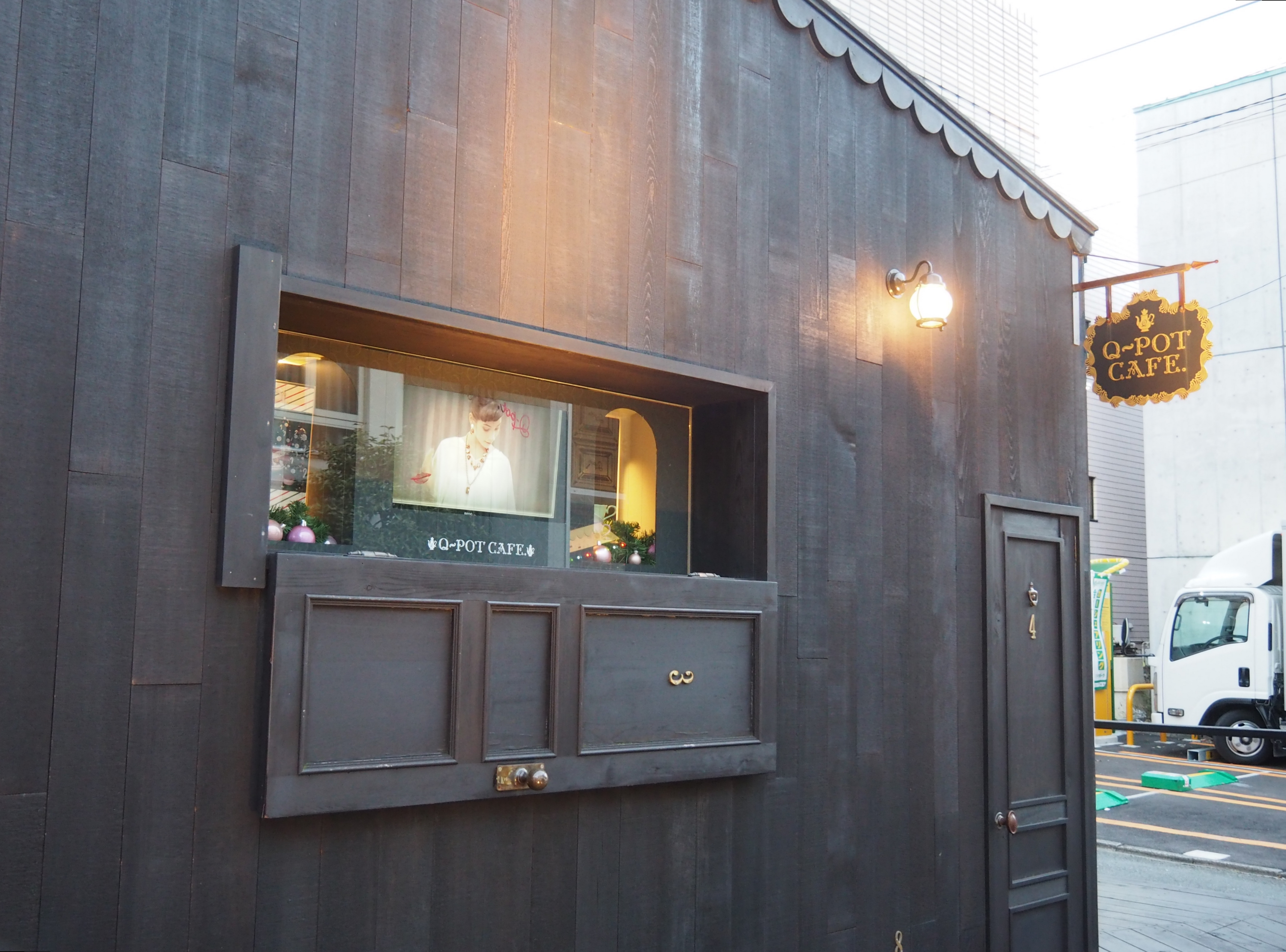
Q-pot CAFE

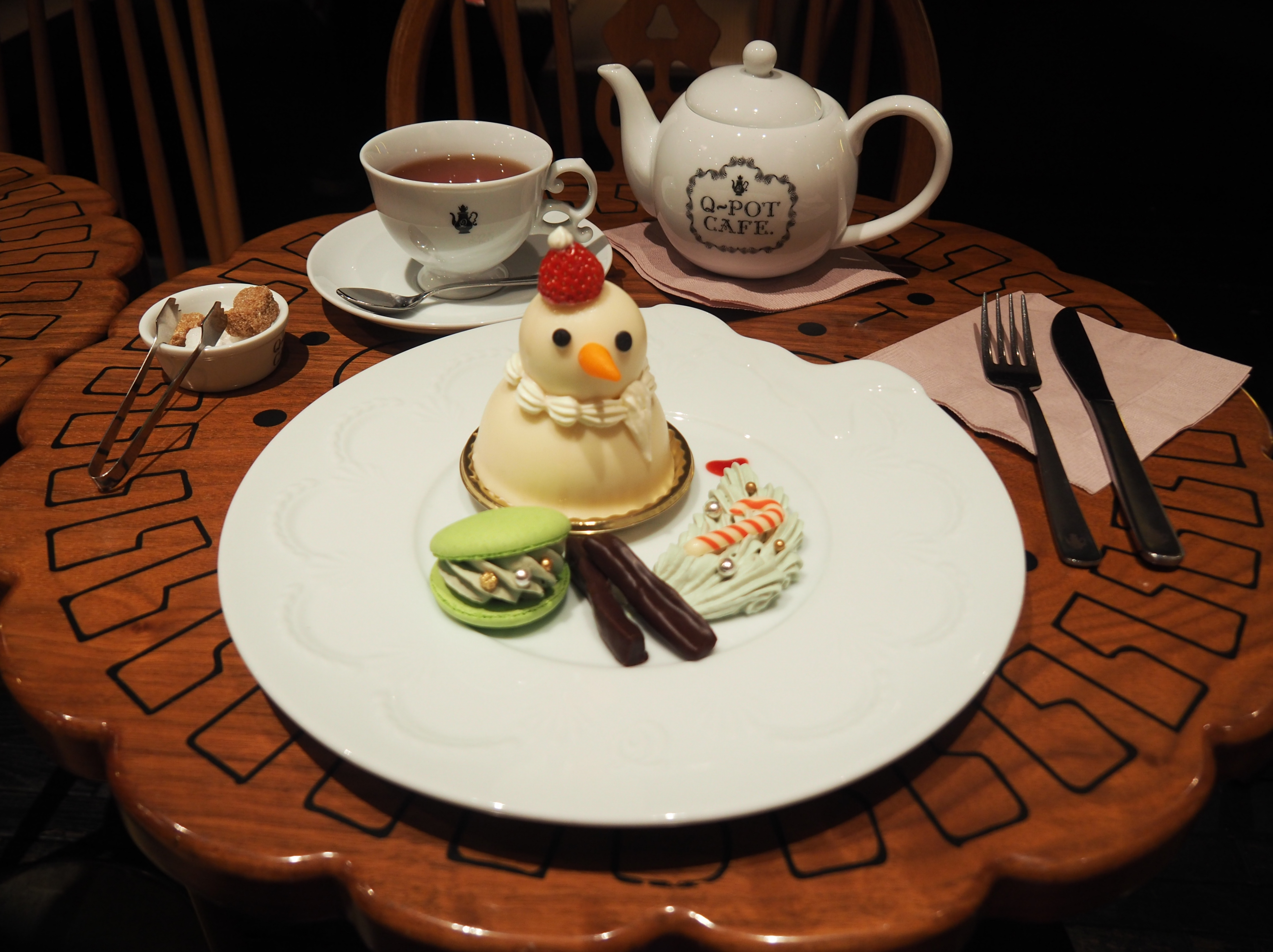

現在、広告や映像プロデュース、ファッションブランドやアーティストとのコラボレーション等の活動を展開中。